# در بال‌پرنده‌ای

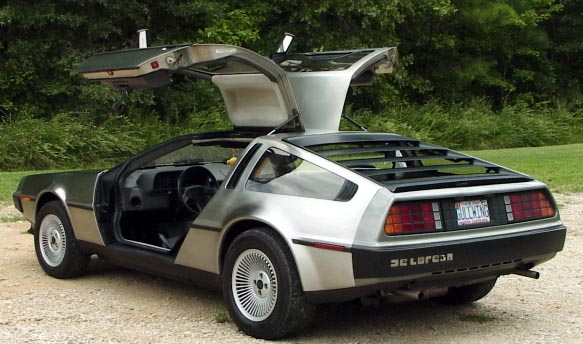
دی لورئن دی‌ام‌سی-۱۲ با در بال‌پرنده‌ای سقفی.

در بال‌پرنده‌ای در برخی خودروها به عنوان درهای کناری طراحی و استفاده می‌شود.
در حالی که بیشتر درهای خودرو به‌طور بغلی و توسط یک لولا باز و بسته می‌شوند درب‌های بال‌پرنده‌ای به سمت بالا باز می‌شوند.
در گونه‌ای از درب‌های بال‌پرنده‌ای لولای در به‌طور افقی در کنار در قرار گرفته و در به صورت اریب رو به بالا باز می‌شود. در گونه‌ای دیگر، لولای در در کناره سقف و به‌طور عمودی نصب شده که در این حالت در به‌طور کامل رو به بالا باز می‌شود.
مزیت این طرح از درها اینست که به هنگام سوار و پیاده شدن در مناطق شلوغ شهری جای کم‌تری را برای باز و بسته شدن نیاز دارد. ایراد اصلی که به این طرح گرفته می‌شود اینست که در صورت تصادف و چپ شدن خودرو باز شدن این درها به منظور تخلیه سواره‌ها امکان‌پذیر نیست.

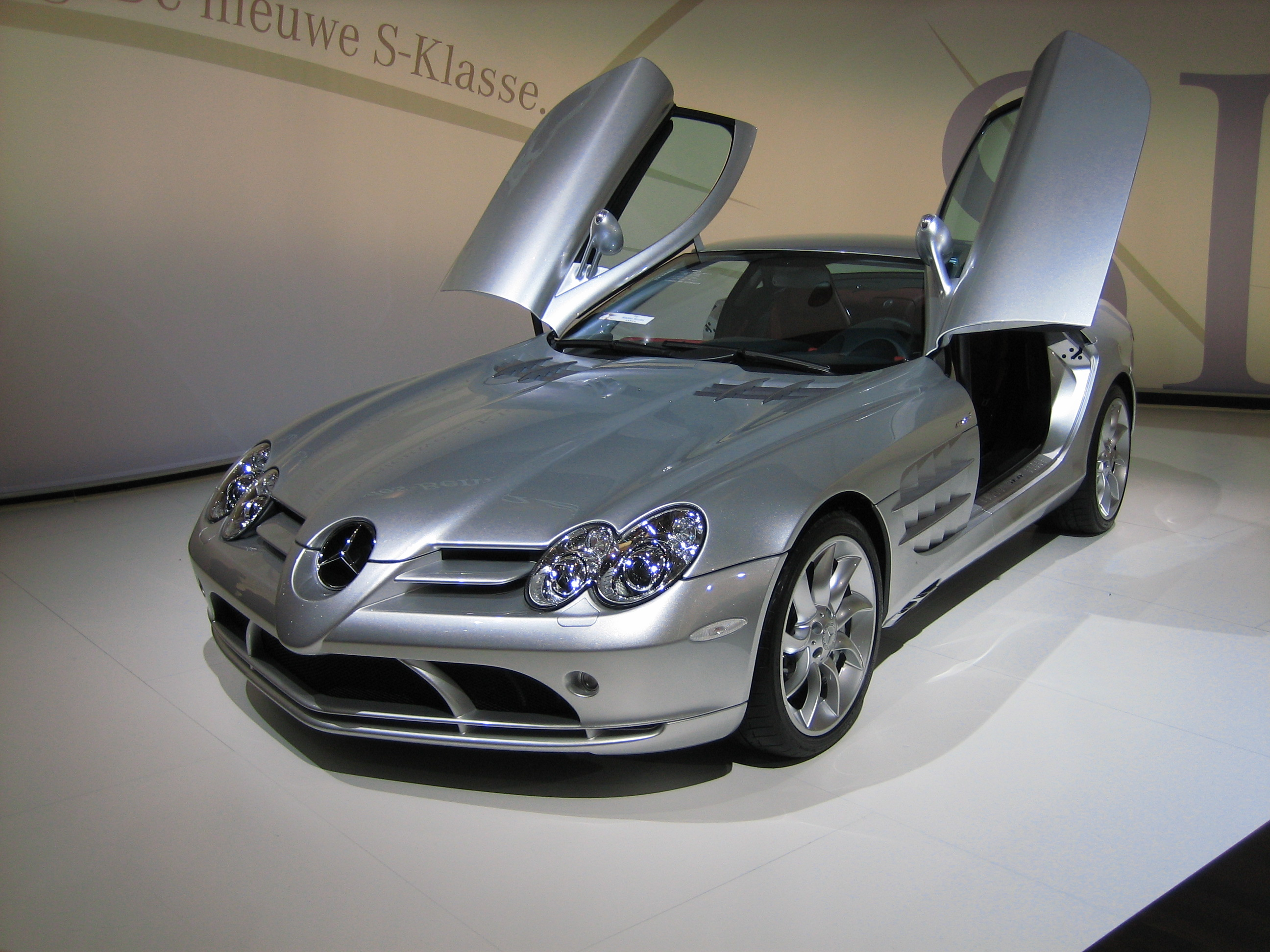
مرسدس بنز اس‌ال‌آر مک‌لارن با در بال‌پرنده‌ای کج‌بازشو.

لولای این گونه درها بر روی سقف خودرو قرار می‌گیرد. مرسدس بنز اولین شرکتی بود که به‌طور رسمی از این طراحی در مرسدس بنز ۳۰۰SL سود برد. در ادامه بریکلین و دیی-لورین این روش را دنبال کردند.
با این وجود این که در بال‌پرنده‌ای سبب آسان شدن ورود و خروج می‌شود اما دو مشکل اساسی دارد:
مشکل مهندسی (قرارگیری لولا بر روی سقف) و مشکل آب‌بندی (نفوذ آب به داخل خودرو).